# El Choyudo
El Choyudo o también llamado Los Japoneses es un ejido del municipio de Hermosillo ubicado en el centro del estado mexicano de Sonora, en la costa con el Golfo de California (Mar de Cortés), dentro de la zona de la Reserva especial de la Biósfera Cajón del Diablo. Según los datos del Censo de Población y Vivienda realizado en 2010 por el Instituto Nacional de Estadística y Geografía (INEGI), El Choyudo (Los Japoneses) tiene un total de 393 habitantes.

## Geografía
El Choyudo se sitúa en las coordenadas geográficas 28°19′10″ de latitud norte y 111°27′10″ de longitud oeste del meridiano de Greenwich, a una elevación de 10 metros sobre el nivel del mar.